# Nicole-Reine Lepaute
Nicole-Reine Étable de la Brière Lepaute (1723 – 1788) foi uma astrónoma francesa. O seu marido Jean André Lepaute - com quem casou em 1748 - era um relojoeiro real.
Em 1762 Lepaute calculou a ocorrência de um futuro eclipse solar em 1764. Ela escreveu um artigo no qual fornecia um mapa da extensão do eclipse com intervalos de 15 minutos através da Europa. O artigo foi publicado em Connaissance des temps. Ela também previu corretamente o regresso do Cometa Halley em 1759.
Ela trabalhou com Alexis Claude de Clairault e Joseph Lalande nos cálculos da influência que a atração de Júpiter e Saturno tiveram na órbita do cometa Halley. Jérôme Lalande reconheceu o seu contributo para o artigo.
Nicole também criou um grupo de catálogos estelares que foram essenciais para o futuro da astronomia.
O asteroide 7720 Lepaute foi denominado em sua honra, assim como a cratera lunar Lepaute.